# Songs from Other Places
Songs from Other Places ist ein Jazzalbum von Stacey Kent und Art Hirahara. Die 2021 entstandenen Aufnahmen erschienen am 17. September 2021 auf Candid Records.

## Hintergrund
Die zehn Songs des Albums wurden von Stacey Kent und Art Hirahara während des Lockdowns infolge der COVID-19-Pandemie aufgenommen und zunächst einzeln als digitale Singles veröffentlicht. Die Arrangements der Songs auf dem Album stammten alle bis auf einen von Jim Tomlinson, dem Ehemann und musikalischen Partner der Sängerin; Paul McCartneys „Blackbird“ wurde von Hirahara arrangiert. Kent sang neben Englisch auch mehrere Lieder auf Französisch und auf Spanisch; das Album enthält eine Kombination aus langsamen, verträumten Songs und schnelleren Titeln, darunter „Tango in Macao“, geschrieben (wie zwei weitere Songs) von Tomlinson und dem Romanautor Kazuo Ishiguro. Das Lied erzählt eine Geschichte von Lügen und Verrat, und es ist etwas schroffer als viele der anderen Stücke, darunter Paul Simons „American Tune“, schrieb Karis Rogerson. Stacey Kent stellte das Album im Oktober 2021 im New Yorker Birdland Jazz Club vor.

## Titelliste
- Stacey Kent & Art Hirahara: Songs from Other Places (Candid Records)[2]

1. I Wish I Could Go Travelling Again (Jim Tomlinson, Kazuo Ishiguro) 4:29
2. Bonita (Antônio Carlos Jobim, Gene Lees, Ray Gilbert) 4:11
3. Craigie Burn (Jim Tomlinson, Kazuo Ishiguro) 5:11
4. Les Voyages (Raymond Lévesque) 3:08
5. American Tune (Paul Simon) 4:08
6. Tango in Macao (Jim Tomlinson, Kazuo Ishiguro) 5:11
7. Blackbird (Lennon-McCartney) 4:18
8. My Ship (Ira Gershwin, Kurt Weill) 4:08
9. Imagina (Antônio Carlos Jobim, Chico Buarque) 2:02
10. Landslide (Stevie Nicks) 3:56

## Rezeption

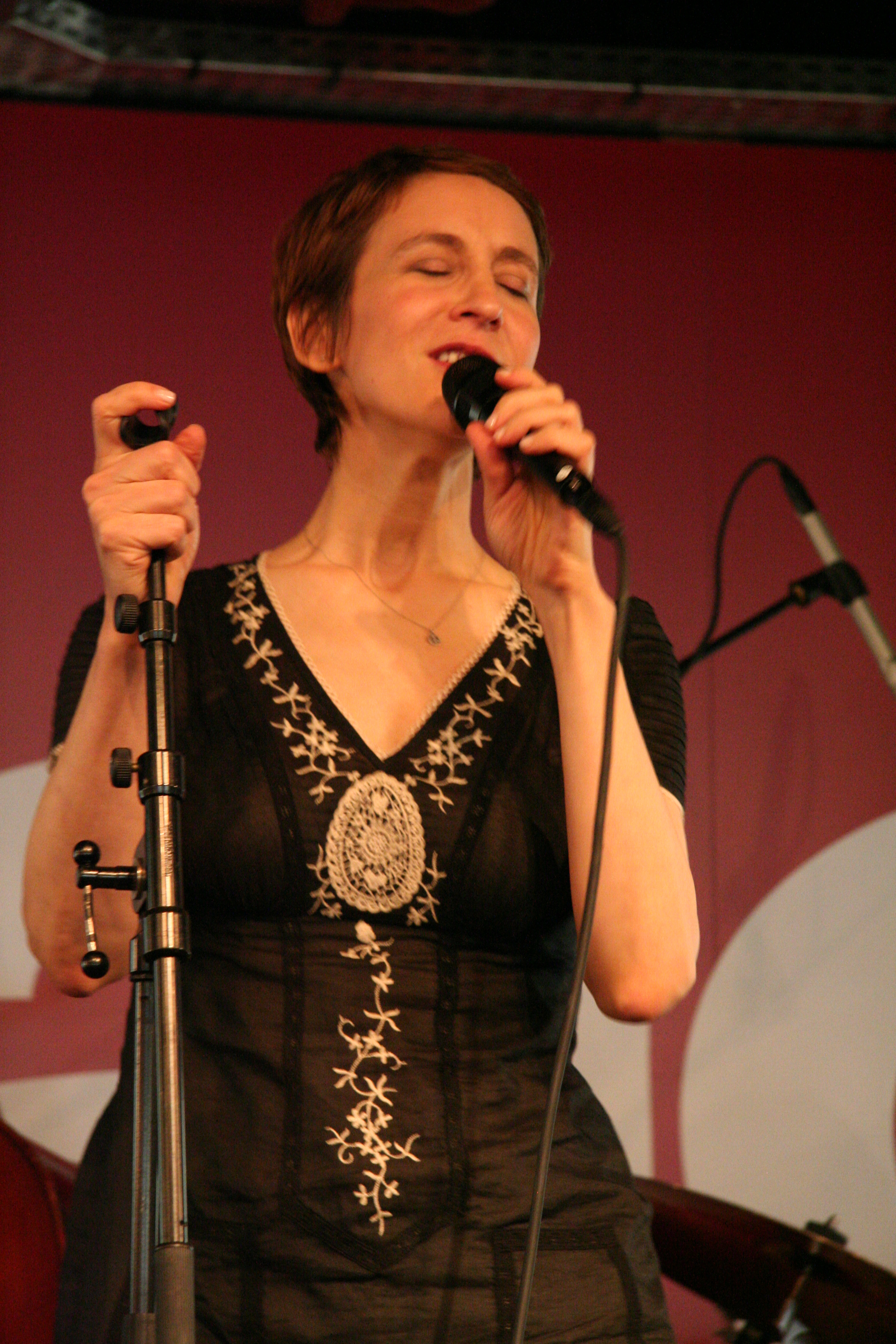
Stacey Kent bei einem Auftritt im Pariser FNAC Montparnasse (2007)

Nach Ansicht von Karis Rogerson (der über die Vorstellung des Albums im New Yorker Birdland in Broadway World berichtete) erinnere einen das Konzert daran, dass selbst die umwerfendsten Performer auch Menschen sind; und andererseits, dass die Menschheit großartig ist. Es würde auch verdeutlichen, wie anstrengend Singen sein kann – Interpreten müssen sich natürlich ständig darauf konzentrieren, die richtigen Töne zu treffen, aber auch das emotionale Gewicht der Worte ausgleichen. Dies sei eine große Aufgabe, und Kent agiere darin meisterhaft. Stacey Kents Stimme sei zart und raffiniert; man könnte sogar sagen, sie sei vornehm. Ihre Gesangsdarbietung sei mitreißend gewesen, dabei hätte sie das Publikum an die Hand genommen und es in die Vergangenheit entführt, bis es fast so wirkte, als wäre man irgendwann im letzten Jahrhundert in einem Jazzclub.
Ken Micallef schrieb in JazzTimes, Stacey Kents heller Gesang und Art Hiraharas lyrisches Klavier würden ihren Duoauftritt genau zu dem machen, „was die Welt jetzt braucht“. Auf dem Album werde ihre Kunstfertigkeit auf wunderbare Weise entblößt, in Klassikern wie „My Ship“ von Kurt Weill und Ira Gershwin, „Bonita“ von Antônio Carlos Jobim und „American Tune“ von Paul Simon – einst ein Protest gegen den Vietnamkrieg, jetzt eine unruhige Elegie für eine Nation in noch größerer Not. Es gebe auch glückliche Momente; „Tango in Macao“ sei eine schöne Interpretation von Paul McCartneys „Blackbird“ (wo Hirahara glänze), und Stevie Nicks’ „Landslide“, das Kent in eine Botschaft des Optimismus und der Hoffnung verwandle.
Nach Ansicht von Dave Gelly (Jazz Journal) erkunde das Album neue Musik und Sprache; es zeige, wie die Sängerin sich über das Songbook-Repertoire hinausbewege oder vielmehr was sie dem hinzugefügt habe. Jeder dieser zehn Songs offenbare auf seine Weise die damalige universelle Sehnsucht nach Bewegung, Reisen und der Außenwelt – den „anderen Orten“, aus denen die Songs stammen. Es sei kaum zu glauben, dass selbst die beiden auftretenden Künstler Hunderte von Kilometern voneinander entfernt waren. Dennoch sei das Verhältnis zwischen ihnen perfekt und umso bemerkenswerter, als ihre einzelnen Parts zu unterschiedlichen Zeiten aufgenommen wurden.
Der Eröffnungssong „I Wish I Could Go Traveling Again“ gebe das Thema dieses klug ausgewählten und fesselnden Albums vor.